# Tomasz Antoniewicz
Tomasz Zdzisław Antoniewicz (ur. 21 grudnia 1927 w Warszawie, zm. 8 maja 1999) – polski dyplomata, działacz państwowy i partyjny, prezes Głównego Urzędu Ceł (1969–1972), chargé d’affaires w Nowej Zelandii (1987–1990).

## Życiorys
Syn Wiktora i Janiny/Marcjanny. W okresie okupacji uczestniczył w tajnych kompletach i wstąpił do Szarych Szeregów. Po powstaniu warszawskim wywieziony do obozu koncentracyjnego Sachsenhausen/Oranienburg. Następnie po zakończeniu wojny powrócił do kraju i kontynuował naukę, został również grupowym Związku Walki Młodych. W 1948 rozpoczął studia na Wydziale Społeczno-Politycznym i Dziennikarskim w Akademii Nauk Politycznych w Warszawie, w 1955 uzyskał magisterium na Wydziale Prawa Uniwersytetu Warszawskiego. Od 1947 członek Polskiej Partii Robotniczej, następnie od 1948 Polskiej Zjednoczonej Partii Robotnicza.
Pracował jako praktykant i referent w Wydziale Zdrowia Urzędu m.st. Warszawy (1945–1947), następnie w Polskim Monopolu Tytoniowym od starszego inspektora do naczelnika wydziału (1947–1954). Od 1956 do 1964 zatrudniony w Departamencie Prawno-Organizacyjnym Ministerstwa Handlu Zagranicznego, awansując od starszego radcy do dyrektora. W latach 1964–1969 i 1974–1979 radca handlowy ambasady PRL w Oslo. Od 1 sierpnia 1969 do 26 stycznia 1972 pozostawał prezesem Głównego Urzędu Ceł, następnie do 1974 kierował Departamentem Prawno-Organizacyjnym Ministerstwa Handlu Zagranicznego i Gospodarki Morskiej. W latach 1980–1984 dyrektor Resortowego Ośrodka Informacji Naukowej, Technicznej i Ekonomicznej Ministerstwa Handlu Zagranicznego. W 1986 został radcą handlowym ambasady w Wellington, od maja 1987 do września 1990 zajmował tam stanowisko chargé d’affaires ad interim.
Został pochowany na Cmentarzu Wojskowym na Powązkach.